# Zexmenia serrata
Zexmenia serrata là một loài thực vật có hoa trong họ Cúc. Loài này được La Llave miêu tả khoa học đầu tiên năm 1824.